# Giosuè Borsi
Giosuè Borsi (Livorno, 10 giugno 1888 – Zagora, 10 novembre 1915) è stato uno scrittore e poeta italiano.

## Biografia
Giosuè Borsi nacque a Livorno, nella casa di via degli Inglesi 2, il 10 giugno 1888 dal giornalista Averardo Borsi di Castagneto Carducci e da Verdiana Fabbri del medesimo luogo. Fu chiamato come Giosuè Carducci, che era amico del padre e che fu suo compare (padrino di battesimo). Visse con la famiglia a Livorno, a Vicenza, ancora a Livorno, in un ambiente di anticlericalismo e agnosticismo. Dotato di ingegno, rapidissimo nell'apprendere, facile nell'esprimersi, manifestò predilezione per le belle lettere, la composizione ricercata, la cultura linguistica.
Frequentatore dell'ambiente artistico livornese, amico della famiglia Domenici, diventò il padre spirituale del Pittore Carlo Domenici, convinse il padre Cesare del talento artistico del figlio, insistendo perché il giovane Carlo potesse accedere all'Accademia di Belle Arti di Firenze.
Terminò gli studi al Liceo Classico Niccolini Guerrazzi di Livorno nel 1907, anno in cui pubblicò la raccolta di poesie, Primus fons. S'iscrisse poi alla facoltà di Giurisprudenza dell'Università di Pisa, visse per qualche tempo a Roma e si laureò a Urbino nel 1913. La prima fase della sua vita fu caratterizzata dal successo letterario e mondano, in cui ebbero parte la sua eleganza nel vestire e la piacevolezza nel conversare, oltre alla raffinatezza di scrittore e di fine dicitore di Dante.
Il padre nel frattempo era diventato direttore del Nuovo Giornale di Firenze. Tuttavia il 23 dicembre 1910 morì improvvisamente lasciandogli sulle spalle l'onerosa direzione. Il 18 giugno 1912, dopo lunga malinconica storia di pianto, morì anche la bellissima sorella Laura, seguita nel 1913, da Dino, di cinque anni, figlio di lei, teneramente amato dallo zio. Giosuè rimase con la madre e il fratello minore, Gino. Questi colpi della sventura agirono sullo spirito di Giosuè come un richiamo alla serietà della vita; e furono il primo avvio all'adesione ai princìpi del Cristianesimo e alla dottrina della Chiesa.
Tra 1912 e 1913 scrisse Confessioni a Giulia, dando questo nome alla sua donna ideale come Dante fece con Beatrice. Nel 1914 conobbe padre Guido Alfani delle Scuole Pie e lesse le Osservazioni sulla morale cattolica di Alessandro Manzoni e i Pensieri di Pascal. Ricevette l'abito di Terziario Francescano a Firenze nella chiesa delle Suore Calasanziane.
La crisi della prima guerra mondiale gli fece intravedere in modo ideale il sacrificio sul campo; fu interventista per ragioni nazionali. Arruolatosi volontario, come sottotenente della Milizia Territoriale, fu assegnato al 125º Reggimento Fanteria "Spezia", 4ª compagnia, dove fu benvoluto dai soldati, giovani spesso poco istruiti. Morì il 10 novembre 1915 in un assalto, a Plava. Nella giacca furono trovate insanguinate le medaglie, la foto della madre e un'edizione della Divina Commedia.

Pochi giorni prima della fine aveva scritto alla madre: 
L'Illustrazione italiana, nel necrologio a lui dedicato, pubblica lo stralcio di una lettera del Dottor Somazzi, ufficiale della Croce Rossa, il quale aveva raccolto la testimonianza di uno dei soldati che vide il proprio ufficiale cadere quel giorno:

## Alcune opere
- Primus Fons, Zanichelli, Bologna, 1907;
- Scruta obsoleta (Cenci smessi), 1910;
- Versi 1905-12, Firenze, Le Monnier, 1922;
- Il Testamento spirituale, 1915;
- Colloqui, 1916;
- Lettere dal fronte, 1916;
- Il Capitano Spaventa, Bemporad, Firenze, 1917; nuova edizione: Philobiblon, Ventimiglia, 2006;
- Confessioni a Giulia, 1920;
- Fiorrancino, 1921;
- Novelle, 1921;
- La vita di San Cristoforo ed altri racconti, 1938.
- I colloqui, Città Armoniosa Reggio Emilia 1977 pag.174